# Liste der Gedenkbäume in Ruhland
In der Liste der Gedenkbäume in Ruhland sind Bäume im heutigen Stadtgebiet von Ruhland einschließlich Ortsteil Arnsdorf und deren Gemarkungen aufgeführt, die zum Gedenken an ein Ereignis oder zum Gedenken an eine Person gepflanzt wurden. Die Liste enthält auch zu den Bäumen gehörende Gedenksteine oder Tafeln, obwohl diese auch in der Liste von Denkmalen, Gedenksteinen und Steinkreuzen in Ruhland aufgeführt sind.
In dieser Tabelle ist Jahr das Jahr der Pflanzung.
| Ortsteil     | Lage  | Bild                                                                                           | Bezeichnung                                            | Jahr | Beschreibung |
| ------------ | ----- | ---------------------------------------------------------------------------------------------- | ------------------------------------------------------ | ---- | --- |
| Ruhland      | Karte | ehemalige Bismarck-Eiche                                                                       | ehemalige Bismarck-Eiche                               | 1895 | Otto von Bismarck zu seinem 80. Geburtstag vom Heimatverein Ruhland gewidmet; gegenüber der Oberpfarre auf dem Kirchplatz wurde im April eine Eiche gepflanzt und am 9. Juni ein 2 ½ m hohes Denkmal aus Sandstein eingeweiht. Das Denkmal trug vorn eine Plakette mit dem Porträt und die Aufschrift „1. April 1895“. Auf der Rückseite stand „Dem großen Kanzler“. Das Denkmal wurde 1945 abgetragen. |
| Ruhland      | Karte | ehemaliges Bismarck-Denkmal, 1945 zerstört                                                     | ehemaliges Bismarck-Denkmal                            | 1895 | Otto von Bismarck zu seinem 80. Geburtstag vom Heimatverein Ruhland gewidmet; gegenüber der Oberpfarre auf dem Kirchplatz wurde ein 2 ½ m hohes Denkmal aus Sandstein eingeweiht und eine Eiche gepflanzt. Das Denkmal trug vorn eine Plakette mit dem Porträt und die Aufschrift „1. April 1895“. Auf der Rückseite stand „Dem großen Kanzler“. Das Denkmal wurde 1945 abgetragen. |
| Schönburgsau | Karte | weitere Bilder                                                                                 | Ehrenhain am Geschwister-Scholl-Weg                    | 2011 | 1922 wurde vom Turnverein Gut-Heil 1864 ein Ehrenhain mit dem Turnerdenkmal angelegt und mit Stieleichen für jeden im Ersten Weltkrieg gefallenen Turner bepflanzt. Offensichtlich wurden später einige nicht angewachsene Eichen durch Robinien ersetzt. Der Bestand erstreckte sich zwischen Ortrander Straße und Schwarzwasser bis an den Sportplatz (jetzt Feuerwehr). Inzwischen ist nur noch ein Teil des Bestandes vorhanden. Nachgewachsen sind einige Linden, 2017 gepflanzt wurden je ein Berg- und ein Zucker-Ahorn. |
| Ruhland      | Karte | weitere Bilder                                                                                 | „Einheits-Hainbuche“ vor der Geschwister-Scholl-Schule | 2011 | Zur Bekräftigung der Namens- und Pflege-Patenschaft wurde 1990 eine Hainbuche vom Geschwister-Scholl-Weg ausgegraben und am 3. Oktober als „Einheits-Hainbuche“ vor der Schule (Dresdener Straße 9, Mitte des Hauptgebäudes) gepflanzt. Beteiligt waren der Schuldirektor Gisbert Büttner, der Parkaktivvorsitzende Wilhelm Zimmerling und die Biologielehrerin Erika Zänsler (auch Mitglied des Parkaktivs). |
| Ruhland      | Karte | ehemalige Hindenburg-Eiche im Ruhlander Forst                                                  | ehemalige Hindenburg-Eiche                             | 1915 | Am 2. Oktober 1915 verlieh Prinz Ulrich von Schönburg-Waldenburg einer 200-jährigen Eiche den Namen „Hindenburg-Eiche“, zu dessen 68. Geburtstag |
| Ruhland      | Karte | weitere Bilder                                                                                 | Luther-Eiche                                           | 2017 | Im Lutherjahr, zur 700-Jahr-Feier der Stadt, schenkte die Nachbarstadt Ortrand eine Rot-Eiche. Diese wurde vom Vorsitzenden des Parkaktivs Ruhland in Pflege genommen, verschult und nach Diskussionen letztlich am von ihm vorgeschlagenen Standort gepflanzt. Die Pflanzung am 19. April 2018 nahmen der Parkaktivvorsitzende, der Ruhlander Bürgermeister Uwe Kminikowski und der Ortrander Bürgermeister Nico Gebel vor. Zuvor waren alternative Standorte untersucht worden: Kirchplatz, Elsterbogen, KiTa Hartwigstraße und Ortrander Straße / Sportplatz wurden verworfen. |
| Ruhland      |       | vor der zur 700-Jahr-Feier der Stadt Ruhland geschenkten Luther-Eiche 2021 angebrachtes Schild | Luther-Eiche                                           | 2017 | Im Lutherjahr, zur 700-Jahr-Feier der Stadt, schenkte die Nachbarstadt Ortrand eine Rot-Eiche. Am Ort der Pflanzung stellte das Parkaktiv Ruhland e. V. 2021 das Schild auf, unterstützt vom Verein Wir für Ruhland e. V. |
| Ruhland      | Karte | weitere Bilder                                                                                 | Sängerlinde Gemischter Chor Ruhland                    | 2011 | Sängerlinde am Ortseingang, Berliner Straße, Ecke Elsterbogen. Die Sängerlinden im Amt Ruhland sind ein Geschenk des Gemischten Chores Schwarzbach anlässlich des 12. Amtssängertreffens und 15. Neugründungsjahres. Die Sängerlinde des Gemischten Chores Ruhland wurde am 29. September 2011 am Stadteingang (Elsterbogen / Berliner Straße) gepflanzt. An diesem Tag war das Herbstbrunnenfest auf dem Marktplatz und die neuerbaute Brücke über den Binnengraben wurde eröffnet. |
| Ruhland      | Karte | weitere Bilder                                                                                 | Sängerlinden-Gedenkstein                               | 2016 | Sängerlinden-Gedenkstein am Ortseingang Ruhland, Berliner Straße, Ecke Elsterbogen. Die Sängerlinden im Amt Ruhland sind ein Geschenk des Gemischten Chores Schwarzbach anlässlich des 12. Amtssängertreffens und 15. Neugründungsjahres. Die Sängerlinde des Gemischten Chores Ruhland wurde am 29. September 2011 am Stadteingang (Elsterbogen / Berliner Straße) gepflanzt und die Geschenk-Beigabe, eine Schiefer-Platte mit Hinweis auf das 12. Amtssängertreffen, neben dem Baum angebracht. Etwas nördlich wurde wenig später die des Männergesangvereins 1846 Ruhland gepflanzt. Am 8. April 2016 wurde eine neu gestaltete Tafel aus Schiefer an eine Granitplatte angebracht. |
| Ruhland      | Karte | weitere Bilder                                                                                 | Sängerlinde Männergesangverein 1846 Ruhland            | 2011 | Sängerlinde am Ortseingang Ruhland, Berliner Straße, Ecke Elsterbogen. Die Sängerlinden im Amt Ruhland sind ein Geschenk des Gemischten Chores Schwarzbach anlässlich des 12. Amtssängertreffens und 15. Neugründungsjahres. Die Sängerlinde des Männergesangvereins 1846 Ruhland wurde im Oktober 2011 am Stadteingang (Elsterbogen / Berliner Straße) etwas nördlich neben die des Gemischten Chores Ruhland gepflanzt. |
| Arnsdorf     | Karte | weitere Bilder                                                                                 | Sängerlinde Männergesangsverein 1883 Arnsdorf          | 2011 | Sängerlinde an Hoffmanns Mühle Arnsdorf, Mühlenstraße 1, am Oberwasser Die Sängerlinden im Amt Ruhland sind ein Geschenk des Gemischten Chores Schwarzbach anlässlich des 12. Amtssängertreffens und 15. Neugründungsjahres. Die Sängerlinde des Männergesangsvereins 1883 Arnsdorf wurde in Arnsdorf, Mühlenstraße 1, am Oberwasser von Hoffmanns Mühle gepflanzt. In der Mühle trifft sich der Männergesangsverein 1883 Arnsdorf wöchentlich zu Gesangsproben. |